# Vinesh Phogat
Vinesh Phogat   (Balali, 25 d'agost de 1994) és una política índia i antiga lluitadora, que des de 2024 és membre de l'Assemblea Legislativa de Haryana, per la circumscripció de Julana en representació del partit Congrés Nacional Indi. Anteriorment, com a lluitadora, va ser múltiple medallista d'or dels Jocs de la Commonwealth, amb les seves victòries el 2014, 2018 i 2022.
En la seva carrera a la lluita lliure, Phogat va assolir una fita quan va guanyar la medalla d'or als Jocs Asiàtics de 2018 i es va convertir en la primera lluitadora índia a guanyar una medalla d'or tant als Jocs de la Commonwealth com as d'Àsia. També ha guanyat dues medalles de bronze als Campionats del món de lluita lliure. Va ser olímpica en tres ocasions, havent competit en tres categories de pes diferents: 48 kg el 2016, 53 kg el 2020 i 50 kg el 2024. Als Jocs Olímpics d'estiu de 2024, es va convertir en la primera lluitadora índia a arribar a una final olímpica. No obstant això, va ser desqualificat després de superar el pes estipulat per 100 grams el segon dia de competició. Després de la seva inhabilitació, va anunciar la retirada de l'esport.
El 2023, va formar part de la protesta dels lluitadors indis contra l'aleshores president de la Federació de Lluita de l'Índia i diputat del Partit del Poble Indi (PPI), Brij Bhushan Sharan Singh, acusat d'assetjament sexual per diverses lluitadores. El 2024, va donar suport a la protesta de pagesos a Shambhu —municipi limítrof entre Hryana i el Panjab—, pel què va guanyar-se el reconeixement dels sindicats agrícoles. També és la primera a guanyar la medalla d'or Khap Panchayat.

## Biografia
Phogat va néixer el 25 d'agost de 1994 a Balali, localitat del districte de Charkhi Dadri, divisió de Rohtak, estat de Haryana, al nord de l'Índia. Pertany a l'ètnia Jat, un poble tradicionalment agrícola i amb molta presència al nord del subcontinent. És filla de Rajpal Phogat i Premlata Phogat i prové d'una família de lluitadors. La seva germana Priyanka Phogat i els cosins Geeta Phogat, Ritu Phogat i Babita Kumari practiquen aquest esport. Va ser entrenada pel seu oncle, Mahavir Singh Phogat.
Durant la seva infantesa, el pare i l'oncle de Phogat van haver de fer front als seus conciutadans per ajudar-la a ella i als seus cosins a perseguir la lluita competitiva, ja que es considerava que anaven en contra de la moral i els valors de la seva comunitat. Quan tenia nou anys, el seu pare va ser assassinat a trets davant de casa seva per un parent.
El 13 de desembre de 2018, es va casar amb el lluitador de grecoromana Somvir Rathee, nascut al districte de Jind. Tots dos treballaven a l'empresa pública Indian Railways i es coneixen des del 2011.

## Carrera esportiva

### Inicis de carrera (2013-2015)
Al Campionat Asiàtic de Lluita de 2013, celebrat a Delhi, Phogat va guanyar la medalla de bronze en l'estil lliure femení de 51 kg. Va derrotar la japonesa Nanami Irie al combat inicial, però va ser derrotada per Tatyana Amanzhol, de Kazakhstan als quarts de final. A les rondes de repesca, va batre Tho-Kaew Sriprapa de Tailàndia en el combat per la medalla de bronze. A continuació, en els campionats de lluita de la Commonwealth, celebrats a Johannesburg, va guanyar la medalla de plata en la prova de 51 kg, després de caure a la final contra Odunayo Adekuoroye, de Nigèria.
En els seus primers Jocs de la Commonwealth, el 2014, va competir en la categoria de 48 kg. Va derrotar la nigeriana Rosemary Nweke als quarts de final i a la canadenca Jasmine Mian a les semifinals. En el combat per la medalla d'or, va vèncer l'anglesa Yana Rattigan per un marcador de 3-1, aconseguint la primera medalla d'or als Jocs. Phogat va guanyar una medalla de bronze en la categoria de 48 kg als Jocs Asiàtics de 2014 celebrats a Incheon, Corea del Sud. Va derrotar Pak Yongmi de Corea del Nord a la primera ronda abans de superar Dauletbike Yakhshimuratova, d'Uzbekistan, als quarts de final. Va perdre contra la japonesa Eri Tosaka a les semifinals per un marcador d'1–3, però va refer-se i va endur-se el bronze després de vèncer per superioritat tècnica Narangerel Eredenesukh, de Mongòlia, en el combat de repesca.
Va guanyar la medalla de plata als campionats asiàtics de 2015 celebrats a Doha, Qatar, després de no poder superar la japonesa Yuki Irie en la final.

### Lesió i reaparició (2016-2020)

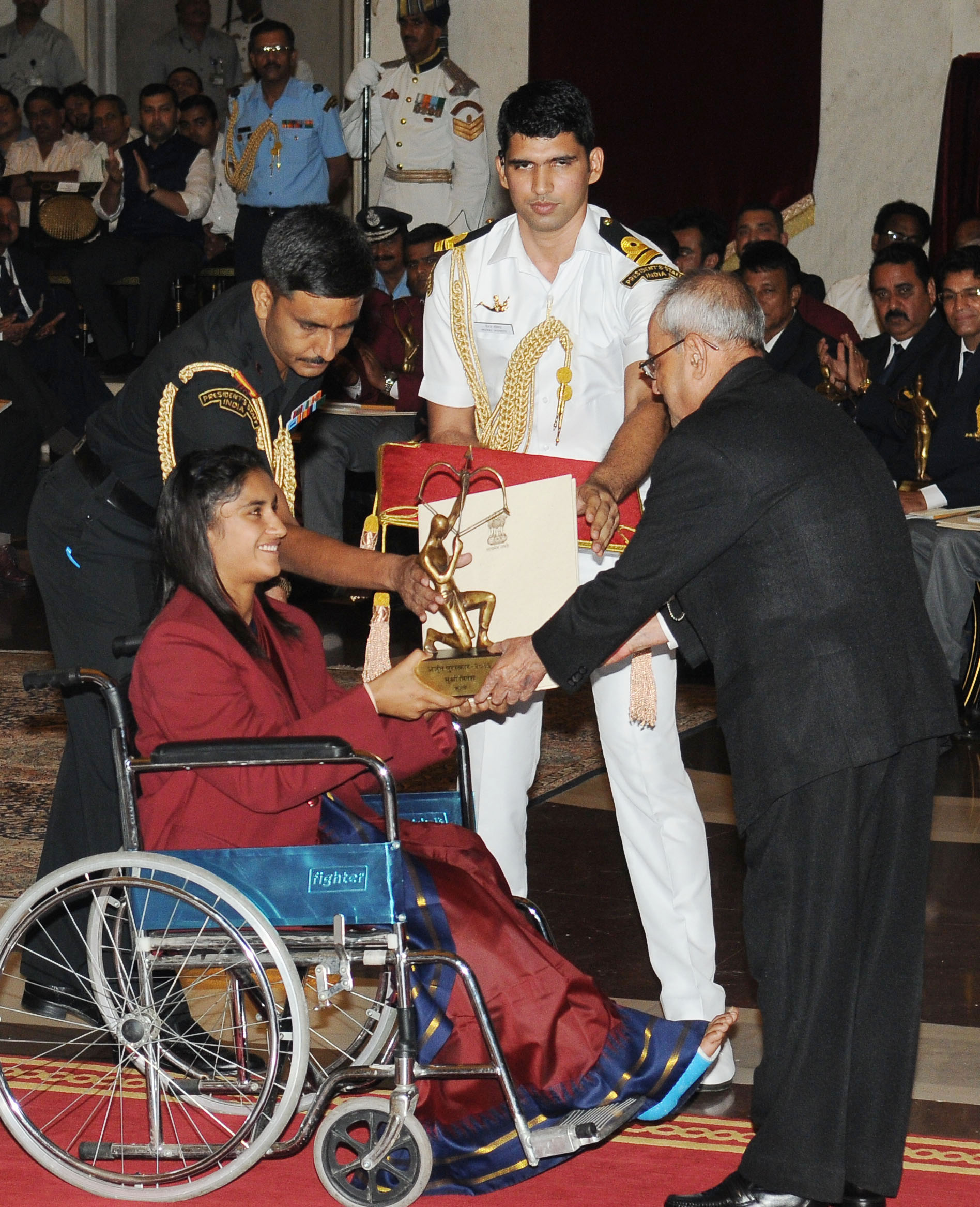
Phogat, en cadira de rodes per la seva lesió als lligaments, rep el premi Arjuna de mans del president Shri Pranab Mukherjee (2016).

L'abril de 2016, Phogat estava preparant-se per competir al torneig de qualificació olímpica de lluita celebrat a Ulaanbaatar, Mongòlia, amb l'objectiu de classificar-se per als Jocs Olímpics d'Estiu de 2016 en la categoria de 48 kg. Emperò, va ser desqualificada ja que estava 100 grams per sobre del pes límit, motiu pel qual va ser amonestada. Posteriorment, Phogat aconseguiria classificar-se per a Rio 2016 en el segon torneig preolímpic, celebrat a Istanbul, on va vèncer a la lluitadora polonesa Iwona Matkowska a la final. A Rio de Janeiro. Va guanyar amb facilitat els vuitens de final contra Alina Vuc, de Romania, per superioritat tècnica. No va tenir la mateixa sort en l'eliminatòria de quarts de final contra Sun Yanan, de la RP Xina, on va haver de retirar-se després de patir una lesió al lligament creuat anterior en el combat.
Phogat va recuperar-se i el 2018 va participar en la categoria de 50 kg en els seus segons Jocs de la Commonwealth, disputats a Gold Coast, Austràlia. En el torneig, celebrat en format de lligueta tots contra tots, va guanyar tots els combats i va aconseguir la segona medalla d'or en la competició. En els posteriors Jocs Asiàtics del 2018, a Jakarta (Indonèsia), va tornar a competir en la categoria de 50 kg. Va venjar la seva derrota a Rio de Janeiro contra la xinesa Sun Yanan, als vuitens de final. A continuació, va derrotar Kim Hyung-joo, de Corea del Sud, als quarts de final i Dauletbike Yakhshimuratova, de l' Uzbekistan, a les semifinals. A la final, va vèncer a la japonesa Yuki Irie per guanyar la medalla d'or. Es va convertir en la primera lluitadora índia a guanyar un or tant als Jocs de la Commonwealth com als d'Àsia.
L'any 2019, va guanyar un bronze en derrotar Qianyu Pang, de la Xina, al Campionat Asiàtic de Lluita del 2019. Aquell mateix any, en el torneig Yasar Dogu d'Istanbul, Phogat va aconseguir l'or en derrotar a la russa Ekaterina Poleshchuk a la final. Al Campionat del Món de Lluita de 2019, va ser bronze en la categoria de 53 kg, després de derrotar la grega Maria Prevolaraki en l'últim enfrontament. Gràcies a aquesta medalla, va obtenir el bitllet directe per als Jocs Olímpics de Tòquio 2020. El gener de 2020, va guanyar la medalla d'or en el torneig de Roma després de derrotar l'equatoriana Luisa Valverde a la final. Les competicions de lluita, incloent la celebració dels Jocs Olímpics d'Estiu, van ajornar-se un any a causa de la pandèmia de COVID-19.

### Desfeta a Tòquio i problemes amb la Federació
Després de l'aturada, Phogat va participar en diversos torneigs per a recuperar el ritme de competició de cara als Jocs de Tòquio, que se celebrarien a començaments d'agost. Va derrotar l'excampiona del món Vanesa Kaladzinskaya, de Belarús, en la final del torneig celebrat a Kíev el febrer de 2021. També va guanyar l'or a l'esdeveniment Matteo Pellicone Ranking Series 2021, a Roma, triomf que la permetria situar-se en la 1a posició del ranking mundial de la categoria. El juny de 2021, va guanyar la medalla d'or a la categoria de 53 kg al torneig de lluita lliure de l'Open de Polònia, després de derrotar a la final la ucraïnesa Khrystyna Bereza.
L'agost de 2021, va iniciar el torneig olímpic a Tòquio mantenint-se com a número 1 mundial dels 53 kg. Tot i que va derrotar Sofia Mattsson, de Suècia, a la primera ronda, va ser derrotada per la bielorussa Vanesa Kaladzinskaya als quarts de final. Pocs dies després dels Jocs Olímpics, va ser suspesa per la Federació de Lluita de l'Índia (WFI) per indisciplina, al·legant que s'havia negat a entrenar amb les companyes de la WFI a la Vila Olímpica i no havia fet servir la vestimenta oficial de l'Índia als Jocs Olímpics (ella portava roba on s'havia reemplaçat el patrocinador de l'Associació Olímpica de l'Índia pel logotip del seu sponsor particular). Tot i la disculpa formal de l'esportista, la Federació va posar-li traves a la participació en el torneig classificatori per als propers Campionats del Món de Lluita, però, malgrat ser autoritzada a darrera hora, Phogat va haver de retirar-se després de superar la primera ronda.
El novembre de 2021, la WFI va impedir que els lluitadors signessin convenis de patrocini privats que impliquessin haver d'exercitar-se sota les ordres d'entrenadors aliens a la Federació, de manera que Phogat va perdre el seu contracte amb JSW Sports.

### Retorn a la competició
En el torneig femení de 53 kg dels Jocs de la Commonwealth de 2022 celebrats a Birmingham, va aconseguir la medalla d'or després de guanyar tots els seus combats. En la prova dels 53 kg del Campionat Mundial de Lluita de 2022, celebrat a Belgrad, va guanyar la seva segona medalla de bronze al Campionat del Món. Va perdre la seva primera ronda contra Batkhuyagiin Khulan, de Mongòlia, però va guanyar tres combats seguits en les rondes de repesca per guanyar el bronze.

### París 2024 i retirada
Com que la seva compatriota Antim Panghal s'havia assegurat la plaça olímpica per a París 2024 en la categoria de pes de 53 kg, Phogat va passar a competir en la categoria de 50 kg. Al torneig de qualificació olímpica de 2024 de Bixkek, Kirguizstan, va certificar la presència a França. En la primera ronda dels Jocs Olímpics de París, va derrotar la japonesa Yui Susaki, campiona olímpica i mundial vigent, que no havia concedit ni un sol punt a les rivals durant els Jocs de Tòquio. La lluita va ser molt competida, amb la japonesa liderant 2-0 fins als últims segons —gràcies a sengles penalitzacions sobre la lluitadora índia—, quan Phogat va fer un takedown i va aconseguir la victòria. Phogat va classificar-se per a la final després de vèncer Oksana Livatx, d'Ucraïna, als quarts de final, i Yusneylys Guzmán, de Cuba, a les semifinals, ambdues en decisions per punts. No obstant, Phogat va ser desqualificada per superar en 100 grams el pes estipulat durant el mesurament previ a la final. Com a conseqüència, la cubana Guzmán va substituir-la en la final i Phogat va ser relegada a l'últim lloc de la classificació.
L'endemà, Phogat va anunciar que havia recorregut la decisió davant el Tribunal Arbitral de l'Esport (TAS) i que havia exigit que se li atorgués la medalla de plata, compartida amb Guzmán, ja que el primer dia del combat s'havia trobat dins dels límits de pes legals. També va anunciar la seva retirada de l'esport amb efecte immediat. En una breu sentència, el TAS va desestimar la petició.

## Carrera política
Després dels Jocs Olímpics de 2024 i d'anunciar la retirada dels esports, Phogat va retornar a l'Índia. Va ser rebuda a l'aeroport Indira Gandhi de Nova Delhi per un dels líders del partit Congrés Nacional Indi (CNI), Deepender Hooda. Una munió de seguidors va acompanyar-la fins al seu poble a Haryana. A mesura que va ser rebuda per més organitzacions i personalitats, augmentava el nombre de veus que la urgien a unir-se a la política. El 4 de setembre, Phogat i el també lluitador Bajrang Punia es van reunir amb un altre líder del CNI, el cap de l'oposició al Lok Sabha, Rahul Gandhi. El 6 de setembre, després de reunir-se amb el president del CNI, Mallikarjun Kharge, i altres dirigents, Phogat va oficialitzar la seva incorporació al partit.
A continuació, el CNI va presentar a Phogat com a candidata a les eleccions de l'Assemblea Legislativa de Haryana, en representació de la circumscripció de l'assemblea de Julana. Els analistes polítics van afirmar que, com que un nombre significatiu dels agricultors de Haryana són de la comunitat Jat (a la que ella pertany), la recolzarien en la pugna contra el Partit del Poble Indi (PPI) per la política del preu de venda mínim garantit per als productes agrícoles. El 8 d'octubre de 2024, quan es van anunciar els resultats de les eleccions, el CNI no va assolir la victòria a l'estat, però Phogat va sí que va aconseguir el seu escó, derrotant al candidat del PPI, Yogesh Kumar, per més de 6.000 vots.

### Resultats electorals
| Partit         | Candidat             | Vots    | %     |
| -------------- | -------------------- | ------- | ----- |
| CNI            | Vinesh Phogat        | 65.08   | 46,86 |
| PPI            | Yogesh Kumar Bairagi | 59.065  | 42,53 |
| INLD           | Surender Lather      | 10.158  | 7,31  |
| JJP            | Amarjeet Dhanda      | 2.477   | 1,78  |
| AAP            | Kavita Dalal         | 1.28    | 0,92  |
| Vots en blanc  | Vots en blanc        | 202     | 0,15  |
| Vots emesos    | Vots emesos          | 138.871 | 74,83 |
| Cens electoral | Cens electoral       | 185.565 |       |

## Activisme sociopolític

### Protestes del 2023 contra la Federació de Lluita de l'Índia
El gener de 2023, Phogat i una trentena de lluitadors indis, que incloïen Sakshi Malik, Bajrang Punia i Anshu Malik, van organitzar una protesta per exigir la dissolució de la Federació de Lluita de l'Índia (FLI) i l'obertura de diligències contra el president Brij Bhushan Sharan Singh, després de saber-se que els entrenadors de la FLI havien estat assetjant sexualment les esportistes durant anys. Les protestes es van aturar després que el govern del país es va comprometre a formar un comitè de supervisió per estudiar les reclamacions. El mes d'abril, els lluitadors van tornar a les protestes, al·legant que el Govern no havia acomplert els seus compromisos. Durant les protestes, Phogat va dir que anys enrere havia informat al primer ministre Narendra Modi i al ministre d'esports Anurag Thakur sobre l'assetjament físic, psicològic que rebien les esportistes, i va informar que havia sigut amenaçada de mort per persones pròximes a Singh.
Després d'un mes sencer de protestes, el Ministeri d'Afers Juvenils i Esports va donar instruccions a l'Associació Olímpica de l'Índia (AOI) per suspendre WFI i nomenar un grup ad hoc per supervisar les funcions de la lluita lliure al país. El grup també va rebre instruccions per celebrar eleccions per al nomenament d'un nou cap de la FLI en un termini de 45 dies. El 28 de maig de 2023, Phogat, Sakshi, Bajrang i altres lluitadors que protestaven van ser detinguts per la policia de Delhi quan marxaven cap al Parlament indi per organitzar una protesta exigint l'arrest Brij Bhushan.
L'agost de 2023, la United World Wrestling (UWW) va suspendre la WFI pel seu fracàs a l'hora d'organitzar eleccions. Això va restringir la capacitat dels esportistes indis per competir en esdeveniments de lluita lliure internacional. Les eleccions a la nova junta van tenir lloc, finalment, el 21 de desembre. Sanjay Singh, col·laborador proper de Brij Bhushan Singh, va arrasar i el seu equip va obtenir 13 dels 15 càrrecs en disputa. Tres dies més tard, la pressió exercida pels lluitadors va forçar el Ministeri d'Esports a suspendre el nou òrgan rector de la FLI, presidit per Sanjay Singh, atenent al menyspreu de les polítiques i procediments establerts, i va nomenar un nou comitè per dirigir les operacions de la federació. El març de 2024, l'AOI va suspendre el comitè ad hoc, propiciant que Sanjay Singh assumís el càrrec formalment. Phogat, Bajrang i altres lluitadors que protestaven ho van impugnar als tribunals, i el Tribunal Superior de Delhi va aprovar una ordre al seu favor, el 16 d'agost, demanant a l'AOI que tornés a posar el seu comitè ad-hoc a càrrec de la FLI, fins que el govern prengués una decisió definitiva.

### Manifestacions dels pagesos del 2024
El 31 d'agost de 2024, Phogat es va unir a la protesta dels agricultors a la frontera estatal entre el Punjab i Haryana, que feia 200 dies que durava. Els manifestants reclamaven l'establiment d'un preu de venda mínim garantit per a la producció agrícola. En el seu discurs al municipi de Shambhu, Phogat va expressar l'admiració que sentia pels agricultors en lluita i va assenyalar que estava orgullosa d'haver nascut en una família de pagesos. Posteriorment, va ser honrada amb garlandes pels líders dels sindicats d'agricultors. En donar suport a la protesta dels agricultors, Phogat va dir «els agricultors del país estan en problemes, els seus problemes s'han de resoldre», i va afirmar, a més, que el govern hauria d'abordar els problemes dels agricultors com a màxima prioritat.

## Resultats esportius

### Jocs Olímpics d'estiu
| Any  | Lloc           | Categ. | Rival                | Puntuació | Ronda           | Resultat |
| ---- | -------------- | ------ | -------------------- | --------- | --------------- | -------- |
| 2016 | Rio de Janeiro | 48 kg  | Sun Yanan            | L 1R -2   | Quarts de final | 10       |
| 2020 | Tòquio         | 53 kg  | Vanesa Kaladzinskaya | L 3–9F    | Quarts de final | 9        |
| 2024 | París          | 50 kg  | Sarah Hildebrandt    |           | Final           | DQ       |

### Campionats del Món
| Any  | Lloc       | Categ. | Rival             | Puntuació | Ronda            | Resultat |
| ---- | ---------- | ------ | ----------------- | --------- | ---------------- | -------- |
| 2013 | Budapest   | 51 kg  | Isabelle Sambou   | L 3–6     | Setzens de final | 10       |
| 2015 | Las Vegas  | 48 kg  | Kim Hyon-gyong    | L 4–8     | 32ens de final   | 22       |
| 2017 | París      | 48 kg  | Victoria Anthony  | L 4-6F    | Setzens de final | 10       |
| 2019 | Nur-Sultan | 53 kg  | Maria Prevolaraki | W 4–1     | Repesca          | 3        |
| 2022 | Belgrad    | 53 kg  | Jonna Malmgren    | W 8–0     | Repesca          | 3        |

### Jocs Asiàtics
| Any  | Lloc    | Categ. | Rival      | Puntuació | Ronda   | Resultat |
| ---- | ------- | ------ | ---------- | --------- | ------- | -------- |
| 2014 | Inchon  | 48 kg  | Eri Tosaka | L 4–6     | Repesca | 3        |
| 2018 | Jakarta | 50 kg  | Yuki Irie  | W 6–2     | Final   | 1        |

### Jocs de la Commonwealth
| Any  | Lloc       | Categ. | Rival             | Puntuació | Ronda       | Resultat |
| ---- | ---------- | ------ | ----------------- | --------- | ----------- | -------- |
| 2014 | Glasgow    | 48 kg  | Yana Rattigan     | W 11–8    | Final       | 1        |
| 2018 | Gold Coast | 50 kg  | Jessica MacDonald | W 13–3    | Round-robin | 1        |
| 2022 | Birmingham | 53 kg  | Samantha Stewart  | W 2–0     | Round-robin | 1        |

### Campionats asiàtics de lluita lliure
| Any  | Lloc       | Categ. | Rival             | Puntuació | Ronda   | Resultat |
| ---- | ---------- | ------ | ----------------- | --------- | ------- | -------- |
| 2014 | Nova Delhi | 51 kg  | Tho-Kaew Sriprapa | W 4–2     | Repesca | 3        |
| 2015 | Doha       | 48 kg  | Yuki Irie         | L 2–3     | Final   | 2        |
| 2016 | Bangkok    | 53 kg  | Pak Yong-mi       | W 9F-4    | Repesca | 3        |
| 2017 | Nova Delhi | 55 kg  | Sae Nanjo         | L 4–8     | Final   | 2        |
| 2018 | Bishkek    | 50 kg  | Lei Chun          | L 2–3     | Final   | 2        |
| 2019 | Xi'an      | 53 kg  | Pang Qianyu       | W 8–1     | Repesca | 3        |
| 2020 | Nova Delhi | 53 kg  | Kiều Thị Ly       | W 10–0    | Repesca | 3        |
| 2021 | Almati     | 53 kg  | Meng Hsuan        | W 6F-0    | Final   | 1        |

#### Balanç particular
| Categ. | Rival                | Combats | V | D | Dif. |
| ------ | -------------------- | ------- | - | - | ---- |
| 53 kg  | Pak Yong-mi          | 3       | 3 | 0 | +3   |
| 53 kg  | Mayu Mukaida         | 3       | 0 | 3 | –3   |
| 53 kg  | Pang Qianyu          | 4       | 2 | 2 | 0    |
| 53 kg  | Lannuan Luo          | 1       | 1 | 0 | +1   |
| 55 kg  | Zhang Qi             | 1       | 1 | 0 | +1   |
| 53 kg  | Maria Prevolaraki    | 1       | 1 | 0 | +1   |
| 53 kg  | Sofia Mattsson       | 1       | 1 | 0 | +1   |
| 53 kg  | Nina Hemmer          | 1       | 1 | 0 | +1   |
| 53 kg  | Iryna Husyak         | 1       | 1 | 0 | +1   |
| 53 kg  | Yuliya Khalvadzhy    | 1       | 1 | 0 | +1   |
| 53 kg  | Aktenge Keunimjaeva  | 1       | 1 | 0 | +1   |
| 53 kg  | Tatyana Amanzhol     | 2       | 1 | 1 | 0    |
| 53 kg  | Sarah Hildebrandt    | 2       | 2 | 0 | +2   |
| 53 kg  | Vanesa Kaladzinskaya | 2       | 1 | 1 | 0    |
| 53 kg  | Zhuldyz Eshimova     | 1       | 1 | 1 | 0    |
| 53 kg  | Jessica Blaszka      | 1       | 1 | 0 | +1   |
| 53 kg  | Luisa Valverde       | 1       | 1 | 0 | +1   |
| 53 kg  | Jo Cin Chiu          | 1       | 1 | 0 | +1   |
| 53 kg  | Natalia Malysheva    | 2       | 1 | 1 | 0    |
| 53 kg  | Amy Fearnside        | 2       | 0 | 0 | +2   |
| 53 kg  | Ekaterina Poleshchuk | 2       | 2 | 0 | +2   |

| Categ. | Rival                      | Combats | V | D | Dif. |
| ------ | -------------------------- | ------- | - | - | ---- |
| 48 kg  | Yuki Irie                  | 3       | 2 | 1 | +1   |
| 48 kg  | Eri Tosaka                 | 2       | 0 | 2 | –2   |
| 48 kg  | Nanami Irie                | 3       | 1 | 2 | –1   |
| 48 kg  | Erdenesukh Narangerel      | 2       | 1 | 1 | 0    |
| 48 kg  | Dauletbike Yakhshimuratova | 4       | 4 | 0 | +4   |
| 48 kg  | Byambazaya Tsogtbaatar     | 2       | 2 | 0 | +2   |
| 48 kg  | Lee yo-mi                  | 2       | 1 | 1 | 0    |
| 48 kg  | Kim Hyung-joo              | 2       | 2 | 0 | +2   |
| 48 kg  | Iwona Matkowska            | 1       | 1 | 0 | +1   |
| 48 kg  | Evin Demirhan              | 1       | 1 | 0 | +1   |
| 48 kg  | Oksana Livach              | 1       | 1 | 0 | +1   |
| 48 kg  | Alina Vuc                  | 1       | 1 | 0 | +1   |
| 48 kg  | Nataliya Pulkovska         | 1       | 1 | 0 | +1   |
| 48 kg  | Victoria Anthony           | 1       | 0 | 1 | -1   |
| 48 kg  | Chun Lei                   | 1       | 0 | 1 | -1   |
| 48 kg  | Kim Hyon-gyong             | 1       | 0 | 1 | -1   |

## Premis i honors
Phogat va rebre el premi Arjuna per Acompliment Destacat en Esports l'any 2016. El 2018, va ser nominada al Premi Padma Shri per l' utoritat Esportiva de l'Índia. Va ser nominada als Laureus World Sports Awards de 2019, esdevenint la primera esportista índia a obtenir una nominació per al premi. El 2020, va ser guardonada amb el Premi Major Dhyan Chand Khel Ratna, la màxima distinció esportiva de l'Índia. També va ser nominada al premi BBC Indian Sportswoman of The Year per al 2022. El desembre de 2024, Vinesh Phogat va ser inclosa a la llista internacional 100 Women, elaborada per la BBC, que destaca els noms de les dones més influents i inspiradores de l'any.